# Aneesh Chaganty
Aneesh Chaganty est un réalisateur et scénariste indien naturalisé américain, né en 1991 à Hyderabad dans le Telangana.

## Biographie
Aneesh Chaganty est né en 1991 à Hyderabad dans le Telangana en Inde. Ses parents sont des immigrants originaires de cette région arrivés aux États-Unis dans les années 1980. Il grandit à San José en Californie.
En 2014, sa vidéo de deux minutes sur les Google Glass intitulée Seeds fait sensation sur Internet avec plus d'un million de vues sur YouTube en 24 heures. Après ce succès, il est invité à rejoindre l’équipe Creative 5 de Google à New York, où il passe deux ans à développer, écrire et réaliser des publicités pour le groupe.
Après avoir travaillé sur plusieurs vidéos courtes, son premier long métrage, Searching : Portée disparue, initialement écrit pour être un court-métrage mais auquel est offert un budget de production suffisant pour en faire un long, sort le 24 août 2018 après avoir été présenté au Festival du film de Sundance le 21 janvier 2018.

## Filmographie

### En tant que réalisateur

#### Longs métrages
- 2018 : Searching : Portée disparue (Searching)
- 2020 : Run

#### Courts métrages
- 2008 : The Sound of Evanescence
- 2011 : Alibi
- 2012 : Monsters
- 2012 : Microeconomics
- 2012 : Adventure, Wisconsin
- 2014 : Google Glass: Seeds

### En tant que scénariste

#### Longs métrages
- 2018 : Searching : Portée disparue (Searching)
- 2020 : Run

#### Courts métrages
- 2008 : The Sound of Evanescence
- 2011 : Alibi
- 2012 : Monsters
- 2012 : Adventure, Wisconsin
- 2014 : Google Glass: Seeds

### En tant que producteur
Courts métrages
- 2012 : Tina for President de Carmen Emmi
- 2012 : Adventure, Wisconsin

### En tant que monteur
Courts métrages
- 2008 : The Sound of Evanescence
- 2011 : Alibi
- 2012 : Monsters

### En tant qu’acteur

#### Courts métrages
- 2010 : The Liaison : lui-même[6]
- 2014 : Google Glass: Seeds de lui-même : le voyageur

#### Série télévisée
- 2018 : Made in Hollywood : lui-même (saison 13, épisode 46)[6]

## Distinctions

### Récompenses
- Festival du film de Sundance 2018 :
  - Meilleur NEXT!
  - prix du long-métrage de la fondation Alfred P. Sloan (partagé avec Sev Ohanian)

### Nominations
- Festival international du film de Locarno 2018 : Prix Variety Piazza Grande
- Festival du film de Sydney 2018 : Meilleur film narratif